# Кокучукай

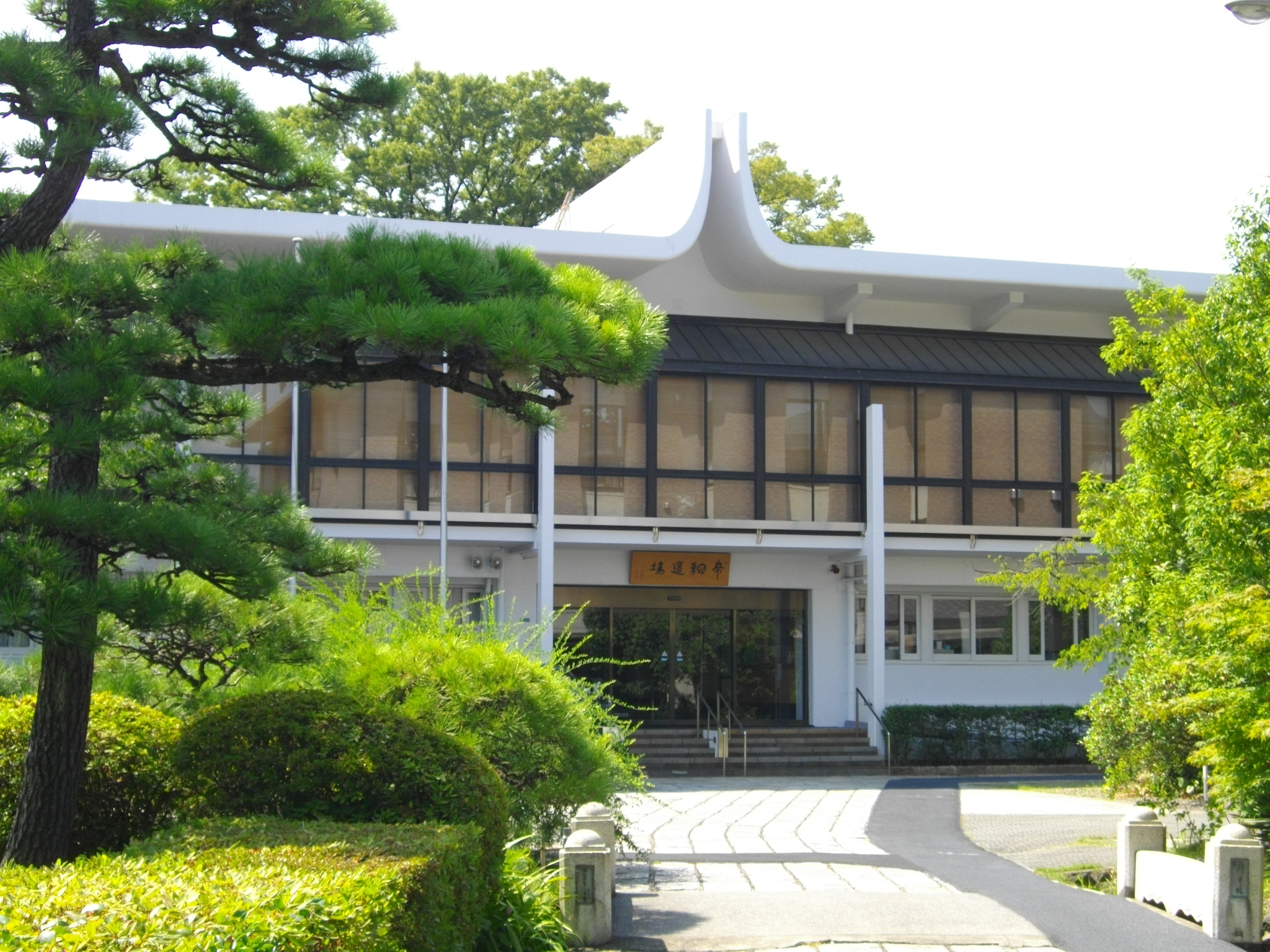
Штаб-квартира організації "Кокучукай"

Кокучукай (яп. 国柱会) — японська буддистська група секти «Нітірен-сю», орієнтована на японських мирян (світських людей). Вона була заснована японським буддійським проповідником й ультранаціоналістом Танака Чігаку в 1880 році як «Ренгека» (яп. 蓮華会, «Товариство цвітіння лотоса») і перейменований на «Рісшо Анкокукай» (яп. 立正安国会 «Стійте уважно, щоб забезпечити Національні збори») в 1884 році, перш ніж прийняти свою чинну назву в 1914 році.  

## Історія
Японська мирянська (світська) буддистська організація «Нітірен-сю» , яка зараз відома під назвою «Кокучукай», була заснована японським проповідником Танакою Чігаку в 1880 році як Ренгекай («Товариство цвітіння лотоса») і через декілька років була перейменована в «Рісшо Анкокукай» у 1884 році, перш ніж прийняти свою чинну назву в 1914 році   Сучасна назва цієї буддійської організації походить від уривка в «Kaimoku-shō Kaimoku-shō», яка була записана засновником буддійської ї секти «Нітірен-сю», буддійським монахом Нітіреном 13-го століття, який читає «Я буду опорою Японії» (яп. われ日本の柱とならん, Це не стовп Японії.).[3]
Ця буддійська організація була розташована на території Японії, спочатку в Йокогамі, а потім її головний офіс був перенесений до різних японських міст,  Токіо, Кіото - Осака, Камакура та Міхо, префектура Сідзуока, перш ніж остаточно повернутися до Токіо.  В сучасний час ця буддійська організація базується в Ічіное, район Едоґава (Токіо).

## Вчення
Серед основних (головних) вчень організації «Нітірен-сю» є повернення до вчення буддійського монаха Нітірена, та об'єднання різних сект (гілок або напрямів) буддизму в секту «Нітірен-сю». Вчення цієї буддійської групи характеризуються сильною формою «Нікіренізму».
Священним текстом організації «Кокучукай» є буддійська Сутра Лотоса, а їхнім головним об’єктом шанування є «Sado Shigen Myō Mandara» (яп. 佐渡始原妙曼荼羅), мандала, яку нібито зробив особисто буддійський монах Нітірен на японському острові  Садо.

## Членство
Під час свого розквіту в 1924 році, організація «Кокучукай» мала понад 7000 членів. Певний час членами «Кокучукай» були японські літературні діячі такі як Такаяма Чогю та Міядзава Кендзі, також офіційний вебсайт «Кокучукай» продовжує стверджувати про їх членство в цій організації,  при цьому,  вони остаточно відкинули націоналістичні погляди свого засновника Танаки Чігаку.

## Публікації
Публікації організації «Кокучукай» також включають щомісячні журнали «Nichiren-shugi» (яп. 日蓮主義) і «Shin-sekai» (яп. 真世界).

## Цитовані
- Kokuchūkai. Shogakukan. 1994.